# Meioneta sheffordiana
Meioneta sheffordiana är en spindelart som först beskrevs av Nadine Dupérré och Paquin 2007.  Meioneta sheffordiana ingår i släktet Meioneta och familjen täckvävarspindlar. Inga underarter finns listade i Catalogue of Life.